# MARGINAL＃4
『MARGINAL#4』（マージナルナンバーフォー）は、Rejetが”銀河の果てまでKissを届けるアイドル”をコンセプトに結成させた架空のアイドルユニット。通称はマジフォー。

## 概要
プロデューサーは岩崎大介。イラストレーターはキリシマソウ。サウンドディレクターは高井麗。楽曲に関しては全ての作詞を岩崎大介が、作曲をMIKOTOが行っている。2013年2月17日に開催した「Rejet Fes2013」に先駆けて、”Rejet Fesでしか会えないアイドル”として発表された。
架空の事務所で嘉手納マイ（声 - 大原さやか）が代表を務めるピタゴラスプロダクションに所属している。ピタゴラスプロダクションが主催するライブイベント「ユニバースFES」にてデビュー。MARGINAL#4のファンは「スタークラスタ」と呼称される。
　

## メンバー
流星館での単独ライブを目標に、アイドルと学校生活との両立している。コール＆レスポンスは「銀河の果てまで、KISS一丁!!」（アール）「喜んで！」（観客）。
桐原 アトム（きりはら アトム）
声 - 増田俊樹
17歳。7月7日生まれ。177cm。55kg。B型。
好きな食べ物 - 焼肉 / 大切なもの - ステージ / 趣味 - ツイッター / 得意教科 - 体育
荒れ狂うシューティングスターがキャッチコピー。一人称は俺様。強気で、パワフルな性格。SNSが趣味でフォロワー数を気にしている。好物の焼肉のタレ味の飲み物「ジュージュージュース」（略して３ジュース）が冷蔵庫にいっぱいに入っている。ここぞというときに星柄の勝負パンツをはく。身体測定では誤差が出ないようにとの思い込みでパンツをはかない習慣があり、ジャージの下はノーパンだった。新曲のサビの部分の大人な歌詞に意味が理解できず手こずっていたが、ルイがきっかけで自分なりに解釈できた。勉強は得意ではないらしく、間違った言い回しをしたり、試験で追試を受けていたりする。事務所にはオーディションで強い自己アピールにて選ばれた。
藍羽 ルイ（あいば ルイ）
声 - 高橋直純、田中あいみ（子供時代）
17歳。3月9日生まれ。172cm。50kg。A型。
好きな食べ物 - 湯葉豆腐 / 大切なもの - 家族 / 趣味 - ローラーブレード / 得意教科 - 数学（微分・積分）
静かに輝く一等星がキャッチコピー。丁寧な口調で話す。以前は別のユニットに居たが、優秀なため注目を集めてしまって他のメンバーから疎まれ、うまくいかなくなってしまった。当初、一人だけ学校が違い、転校生として他のメンバーと同じ学校に転校したが、一週間気がつかれなかった。転校前は進学校に通っていた。雑誌の特集の自分の部屋の写真には、一人暮らしの際に姉から贈られた「はたらけ!トモノリ君」のぬいぐるみも一緒に写している。事務所スカウトされたときは断ろうとしたが、結局入ったのもそのときちょうど居た姉からの勧めである。
野村 エル（のむら エル）
声 - KENN
17歳。11月23日生まれ。173cm。53kg。A型。
好きな食べ物 - タコさんウィンナー / 大切なもの - まりも / 趣味 - ショッピング / 得意教科 - 現国
優美でクレイジーなジェミニがキャッチコピー。アールの双子の弟。兄弟仲は良い。ドッキリでアールを騙すことになったときも、続けることに抵抗があってカメラの死角でこっそりバラしていた。昼休みの校内放送を当日することになったとき、構成とメンバーの役割を一人で休み時間だけで考えたり、わりとなんでもできる。お守りに、まりもを持ち歩いている。まゆげという犬を飼っている。
野村 アール（のむら アール）
声 - 鈴木裕斗
17歳。11月23日生まれ。175cm。54kg。O型。
好きな食べ物 - トマト / 大切なもの - ゲームソフトのコレクション / 趣味 - 絵を描くこと / 得意教科 - 歴史
アーティスティックなジェミニがキャッチコピー。エルの双子の兄。アトムがリーダーと思われがちだが、実際はアールがリーダーである。拙いながらも場をまとめる役である。人見知りがちで、事務所にスカウトされたときも乗り気ではなかったが、一緒にスカウトされたエルの誘いで入ることにした。ゲームオタク。まゆげという犬を飼っている。双子の弁当はアールが作っている。

## LAGRANGE POINT
MARGINAL#4 の先輩アイドルユニット。

## UNICORN Jr.
MARGINAL#4 の後輩アイドルユニット。

## Golden Record
MARGINAL#4 の後輩アイドルユニット。

## シャッフルユニットでのメンバー
MARGINAL#4 と同じピタゴラスプロダクション所属のLAGRANGE POINTとUNICORN Jr.とのシャッフルユニットの編成は次のとおり。
WONDER CORONA!
桐原アトム（CV：増田俊樹）、緋室キラ（CV：大河元気）、新堂ツバサ（CV：蒼井翔太）
NEBULAS
藍羽ルイ(CV：高橋直純)、牧島シャイ（CV：豊永利行）、滝丸アルト（CV：沢城千春）
MY MILKY WAY
野村エル(CV：KENN)、野村アール（CV：鈴木裕斗）、仲真テルマ（CV：染谷俊之）

## スペクタクルツアーでのメンバー
スペクタクルツアーとは、ピタゴラスプロダクション所属のMARGINAL#4、LAGRANGE POINT、UNICORN Jr.がシャッフルユニット同様に編成し３チームに分かれてドラマと楽曲に挑戦した作品。ドラマを演じたCDは「シアター」、ドラマに出演したキャラ達によるドラマ内容とリンクした楽曲CDが「ライブ」となっている。
以下、チーム編成と役名。
西遊記
孫悟空（桐原アトム/CV.増田俊樹）、沙悟浄（牧島シャイ/CV.豊永利行）、猪八戒（仲真テルマ/CV.染谷俊之）
STARGAZER Z
ロビン（野村エル/CV.KENN）、レオン（緋室キラ/CV.大河元気）、AL-10 Orbit（滝丸アルト/CV.沢城千春）
DOGGY BLACK
ヴァーゴ（藍羽ルイ/CV.高橋直純）、リブラ（野村アール/CV.鈴木裕斗）、リオ（新堂ツバサ/CV.蒼井翔太）

## 楽曲CD・配信

### シングル
|      | 発売日         | タイトル                                                |
| ---- | -------------- | ------------------------------------------------------- |
| 1st  | 2013年2月13日  | 100万回の愛革命(REVOLUTION)                             |
| 2nd  | 2013年8月14日  | LOVE★SAVIOR                                             |
| 3rd  | 2013年11月27日 | MASQUERADE                                              |
| 4th  | 2014年7月16日  | CHU CHU LUV ♥ SCANDAL                                   |
| 5th  | 2014年9月10日  | 熱愛(RED HOT)SAGA                                       |
| 6th  | 2014年12月17日 | Bingo!!!!                                               |
| 7th  | 2015年7月15日  | UFO                                                     |
| 8th  | 2015年11月11日 | Yo-Ho!!                                                 |
| 9th  | 2016年3月9日   | Ⅳ(For) AILE                                             |
| 10th | 2017年6月7日   | Choooose One                                            |
| 11th | 2018年7月25日  | GiVeMe                                                  |
| 12th | 2022年2月14日  | ピタゴラスプロダクション Shining Stage Vol.4 MARGINAL#4 |

#### ソロシングル
同じピタゴラスプロダクションのLAGRANGE POINTと、UNICORN Jr.のメンバーのソロシングルは各グループの記事を参照。
| 発売日         | タイトル                                                                  |
| -------------- | ------------------------------------------------------------------------- |
| 2018年12月19日 | ピタゴラスプロダクション GALACTI9★SONGシリーズ #1「“I"」桐原アトム        |
| 2019年1月16日  | ピタゴラスプロダクション GALACTI9★SONGシリーズ #2「SECRET LUV」野村アール |
| 2019年2月20日  | ピタゴラスプロダクション GALACTI9★SONGシリーズ #3「ターミガン」藍羽ルイ   |
| 2019年3月20日  | ピタゴラスプロダクション GALACTI9★SONGシリーズ #4「P.S.」野村エル         |

### アルバム
|            | 発売日         | タイトル                                    |
| ---------- | -------------- | ------------------------------------------- |
| 1stBEST    | 2014年4月23日  | STAR CLUSTER                                |
| 2ndBEST    | 2015年4月8日   | STAR CLUSTER2                               |
| 3rdBEST    | 2016年6月22日  | STAR CLUSTER3                               |
| [ 注釈 2 ] | 2020年3月25日  | ピタゴラスインフィニティベスト"M"(4+2+3=9)∞ |
| [ 注釈 3 ] | 2020年12月23日 | ピタゴラスプロダクション ONE DREAM          |

### シャッフルユニット
CDと配信は通算とする。メンバーは#シャッフルユニットでのメンバーを参照。

#### シングル (シャッフルユニット)
|      | 発売日        | タイトル            |
| CD   | CD            | CD                  |
| ---- | ------------- | ------------------- |
| 1st  | 2016年4月13日 | ビバ★ラッ★チュ      |
| 2nd  | 2016年7月13日 | サマジェラ          |
| 配信 |               |                     |
| 3rd  | 2020年6月5日  | Wake Upじゃまいか!? |
| 4th  | 2020年7月17日 | Still Green         |

|      | 発売日        | タイトル         |
| CD   | CD            | CD               |
| ---- | ------------- | ---------------- |
| 1st  | 2016年5月11日 | 星だけが知る     |
| 2nd  | 2016年8月10日 | カナリヤ         |
| 配信 |               |                  |
| 3rd  | 2020年6月19日 | サジタリウス     |
| 4th  | 2020年8月7日  | リトルジャーニー |

|      | 発売日        | タイトル             |
| CD   | CD            | CD                   |
| ---- | ------------- | -------------------- |
| 1st  | 2016年6月8日  | まじかるルルルル♪    |
| 2nd  | 2016年9月14日 | カシマシLOVE         |
| 配信 |               |                      |
| 3rd  | 2020年7月3日  | グッバイルールブック |
| 4th  | 2020年8月21日 | 最愛公約             |

#### アルバム (シャッフルユニット)
| 発売日        | タイトル                              |
| ------------- | ------------------------------------- |
| 2017年6月21日 | ピタゴラスプロダクション SHUFFLE BEST |

### スペクタクルツアー ライブ
メンバーは#スペクタクルツアーでのメンバーを参照。スペクタクルツアーのドラマCDは#スペクタクルツアー シアターを参照。
| 発売日         | タイトル                                             |
| -------------- | ---------------------------------------------------- |
| 2017年10月25日 | ピタゴラス スペクタクルツアー ライブ Vol.1「西遊記」 |

| 発売日         | タイトル                                                  |
| -------------- | --------------------------------------------------------- |
| 2017年11月22日 | ピタゴラス スペクタクルツアー ライブ Vol.2「STARGAZER Z」 |

| 発売日         | タイトル                                                  |
| -------------- | --------------------------------------------------------- |
| 2017年12月27日 | ピタゴラス スペクタクルツアー ライブ Vol.3「DOGGY BLACK」 |

### 音楽配信
- ピタゴラス★オールスター
  - 「奇跡の星座（Sign）」（2016年2月7日配信開始）
  - 「Pure Lip♥」[注釈 4]（2022年3月8日配信開始）

## ドラマCD
| 発売日         | タイトル                                                |
| -------------- | ------------------------------------------------------- |
| 2013年8月28日  | MARGINAL#4 ドラマCD〜星降る夜に、新たな誓いを〜         |
| 2015年2月11日  | MARGINAL#4 ドラマCD〜星降る夜の、スイートバレンタイン〜 |
| 2016年10月12日 | MARGINAL#4 ドラマCD〜星降る夜の、ハロウィンパーティー〜 |
| 2016年11月9日  | MARGINAL#4 ドラマCD〜星降る夜が、起こした4つの奇跡〜    |
| 2016年12月14日 | MARGINAL#4 ドラマCD〜星降る夜の、クリスマス〜           |

### スペクタクルツアー シアター
メンバーは#スペクタクルツアーでのメンバーを参照。スペクタクルツアーの楽曲CDは#スペクタクルツアー ライブを参照。
| 発売日         | タイトル                                               |
| -------------- | ------------------------------------------------------ |
| 2017年10月25日 | ピタゴラス スペクタクルツアー シアター Vol.1「西遊記」 |

| 発売日         | タイトル                                                    |
| -------------- | ----------------------------------------------------------- |
| 2017年11月22日 | ピタゴラス スペクタクルツアー シアター Vol.2「STARGAZER Z」 |

| 発売日         | タイトル                                                    |
| -------------- | ----------------------------------------------------------- |
| 2017年12月27日 | ピタゴラス スペクタクルツアー シアター Vol.3「DOGGY BLACK」 |

## シチュエーションCD
同じピタゴラスプロダクションのLAGRANGE POINTと、UNICORN Jr.のメンバーのシチュエーションCDは各グループの記事を参照。
| 発売日         | タイトル                                                                              |
| -------------- | ------------------------------------------------------------------------------------- |
| 2017年4月19日  | キミのハートにKISSを届けるCD 「IDOL OF STARLIGHT KISS」 Vol.1 アトム&ルイ             |
| 2017年5月17日  | キミのハートにKISSを届けるCD 「IDOL OF STARLIGHT KISS」 Vol.2 エル&アール             |
| 2017年10月25日 | キミのハートにKISSを届けるCD 「IDOL OF STARLIGHT KISS 2」 Vol.1 アトム&ルイ           |
| 2018年1月24日  | キミのハートにKISSを届けるCD 「IDOL OF STARLIGHT KISS 2」 Vol.4 エル&アール           |
| 2018年5月16日  | 夜空に輝く星(アイドル)とふたりきりで過ごすCD 「MARGINAL#4 Starry Lover」 Vol.3 アトム |
| 2018年6月20日  | 夜空に輝く星(アイドル)とふたりきりで過ごすCD 「MARGINAL#4 Starry Lover」 Vol.4 ルイ   |
| 2018年7月18日  | 夜空に輝く星(アイドル)とふたりきりで過ごすCD 「MARGINAL#4 Starry Lover」 Vol.5 エル   |
| 2018年8月15日  | 夜空に輝く星(アイドル)とふたりきりで過ごすCD 「MARGINAL#4 Starry Lover」 Vol.6 アール |

## ゲーム
MARGINAL#4 IDOL OF SUPERNOVA
2014年11月13日にアイディアファクトリーのオトメイトブランドより発売されたPlayStation Vita用ゲームソフト。
MARGINAL#4 ROAD TO GALAXY
2017年5月25日にアイディアファクトリーのオトメイトブランドより発売されたPS Vita用ゲームソフト。

## ラジオ
『Rejet Presents　ダミーヘッドマイク妄想ラジオ　LOVE★BOMBER』は、音泉とアニメイトTVにて2013年6月21日から10月25日まで隔週配信していた。パーソナリティは高橋直純（藍羽ルイ役）と増田俊樹（桐原アトム役）の2人。
テレビアニメの放送に合わせて『ラジオMARGINAL#4〜アトムとルイのらじふぉー〜』が、音泉にて2017年1月13日から4月7日まで毎週金曜日に配信された。2016年12月30日には第0回が配信された。パーソナリティは前回のラジオでの同上の2人。

## テレビアニメ
2016年2月13日開催の「Rejet Fes2016」にてアニメ化が発表され、2017年1月より3月まで『MARGINAL#4 KISSから創造（）るBig Bang』（マージナル ナンバーフォー キスからつくるビッグバン）のタイトルでTOKYO MX、KBS京都、サンテレビ、BS11他にて放送された。

### スタッフ
- 原作 - Rejet
- キャラクター原案 - キリシマソウ
- 監督 - 鈴木健太郎
- シリーズ構成 - 横谷昌宏
- キャラクターデザイン - 伊東葉子
- 美術監督 - 古賀誠
- 色彩設計 - 木村美保
- 撮影監督 - 大河内喜夫
- 編集 - 近藤勇二
- 音響監督 - 山口貴之
- 音楽 - sakai asuka
- プロデューサー - 土肥範子、戸塚久美、福田順、工藤雅世、金庭こず恵、松倉友二
- アニメーション制作プロデューサー - 藤代敦士
- アニメーション制作 - J.C.STAFF
- 製作 - MARGINAL#4 FC

### 主題歌
オープニングテーマ、エンディングテーマ、挿入歌は全てシングルCDが発売され、それらと新曲を収録したベストアルバム「MARGINAL#4 KISSから創造るBig Bang BEST」も発売された。
オープニングテーマ「WeMe!!!!」（第1話 - 第11話）
作詞 - Daisuke Iwasaki / 作曲 - MIKOTO / 編曲 - 久下真音 / 歌 - MARGINAL#4
第12話ではエンディングテーマとして使用された。
エンディングテーマ
「忍-Just A 絶頂(HEAVEN)-」（第2話）
作詞 - Daisuke Iwasaki / 作曲 - MIKOTO / 編曲 - 大沢圭一 / 歌 - MARGINAL#4
「Melty♥Love♥Cooking」（第3話）
作詞 - Daisuke Iwasaki / 作曲 - MIKOTO / 編曲 - 大沢圭一 / 歌 - 野村エル（KENN）、野村アール（鈴木裕斗）
「革命（Revolution）XX」（第4話）
作詞 - Daisuke Iwasaki / 作曲 - MIKOTO / 編曲 - 大沢圭一 / 歌 - LAGRANGE POINT
「Mr.StarrySky」（第5話）
作詞 - Daisuke Iwasaki / 作曲 - MIKOTO / 編曲 - Yocke / 歌 - 藍羽ルイ（高橋直純）
「REAL?」（第6話）
作詞 - Daisuke Iwasaki / 作曲 - MIKOTO / 編曲 - 楊慶豪 / 歌 - UNICORN Jr.
「コ・コ・ロ・ヒ・ト・ツ」（第7話）
作詞 - Daisuke Iwasaki / 作曲 - MIKOTO / 編曲 - 久下真音 / 歌 - 野村エル（KENN）
「HOT★SCRAMBLE」（第8話）
作詞 - Daisuke Iwasaki / 作曲 - MIKOTO / 編曲 - 久下真音 / 歌 - 桐原アトム（増田俊樹）、藍羽ルイ（高橋直純）
「カラフル」（第9話）
作詞 - Daisuke Iwasaki / 作曲 - MIKOTO / 編曲 - 大沢圭一 / 歌 - 野村アール（鈴木裕斗）
「魂のノンストップラヴァー」（第10話）
作詞 - Daisuke Iwasaki / 作曲 - MIKOTO / 編曲 - ハマサキユウジ / 歌 - 桐原アトム（増田俊樹）
「絆-KIZUNA-」（第11話）
作詞 - Daisuke Iwasaki / 作曲 - MIKOTO / 編曲 - 大沢圭一 / 歌 - MARGINAL#4
挿入歌
「100万回の愛革命(REVOLUTION)！」（第1話）
作詞 - Daisuke Iwasaki / 作曲 - MIKOTO / 編曲 - ハマサキユウジ / 歌 - MARGINAL#4
「KISSから創造るBig Bang」（第12話）
作詞 - Daisuke Iwasaki / 作曲 - MIKOTO / 編曲 - 原田ナオ / 歌 - ピタゴラス★オールスター
アルバムCD収録新曲
「Orbit」（Track13）
作詞 - Daisuke Iwasaki / 作曲 - MIKOTO / 歌 - MARGINAL#4
「“U”」（Track14）
作詞 - Daisuke Iwasaki / 作曲 - MIKOTO / 歌 - LAGRANGE POINT
「ハングリー?」（Track15）
作詞 - Daisuke Iwasaki / 作曲 - MIKOTO / 歌 - UNICORN Jr.

#### ユニット
1. 1 2 3 4 5  MARGINAL#4［桐原アトム（増田俊樹）、藍羽ルイ（高橋直純）、野村エル（KENN）、野村アール（鈴木裕斗）］
2. 1 2  LAGRANGE POINT［牧島シャイ（豊永利行）、緋室キラ（大河元気）］
3. 1 2  UNICORN Jr.［新堂ツバサ(蒼井翔太)、滝丸アルト（沢城千春）、仲真テルマ（染谷俊之）］

### 各話リスト
| 話数   | サブタイトル               | 脚本     | 絵コンテ            | 演出                       | 作画監督                                                                                      | 総作画監督                          |
| ------ | -------------------------- | -------- | ------------------- | -------------------------- | --------------------------------------------------------------------------------------------- | ----------------------------------- |
| 第1話  | 星から部活るカオス理論     | 横谷昌宏 | 鈴木健太郎          | 鈴木健太郎 則座誠          | 谷川亮介、都築裕佳子、鈴木彩乃 橋本真希、小松沙奈、林あすか 伊東葉子                          | 伊東葉子                            |
| 第2話  | 魂から計測るスターバースト | 横谷昌宏 | 名村英敏            | 奥野浩行                   | 中山由美、都築裕佳子、関本美穂 西川絵奈、山中いづみ、三橋桜子                                 | 伊東葉子                            |
| 第3話  | 夢から騙るアルマゲスト     | 横谷昌宏 | 山崎隆              | 佐々木純人                 | 小松沙奈、加藤愛、青木健一郎 林あすか、小川浩司、中山みゆき 森悦史                            | 松浦麻衣                            |
| 第4話  | オフから爆ぜるラグランジュ | 吉野弘幸 | 高田耕一 名村英敏   | 鈴木恭兵                   | 鈴木彩乃、三橋桜子、永井里奈 小松沙奈、山中いづみ、中山由美 大原大、橋本真希                  | 伊東葉子                            |
| 第5話  | 過去から妄想るダークマター | 横谷昌宏 | あきとし 山崎隆     | 則座誠                     | 西川絵奈、杉田葉子、林あすか 田村恭穂、加藤愛、青木健一郎                                     | 伊東葉子                            |
| 第6話  | ミスから強敵る超新星       | 福田裕子 | 鈴木健太郎 鈴木行   | 由井翠                     | 菊池政芳、藤田真弓、海保仁美 金璐浩、李周鉉                                                   | 伊東葉子 西川絵奈                   |
| 第7話  | 昼から放送るふたご星       | 横谷昌宏 | 矢島武              | 矢島武                     | 青木健一郎、杉田葉子、山中いづみ 加藤愛、小松沙奈、中山由美                                   | 伊東葉子                            |
| 第8話  | 迷宮から転生る多元宇宙     | 吉野弘幸 | 名村英敏            | 奥野浩行                   | 林あすか、青木健一郎、小松沙奈 加藤愛、永井里奈、三橋桜子 都築裕佳子、大原大、奥野浩行        | 伊東葉子                            |
| 第9話  | 夏から追憶るカンブリア     | 福田裕子 | 山岸大悟            | 佐藤和磨                   | 菊池政芳、海保仁美、菊永千里 飯飼一幸、飯塚葉子、輿石明 藤田真弓、金璐浩、小松沙奈 青木健一郎 | 伊東葉子                            |
| 第10話 | 小麦粉から作る超ひも理論   | 福田裕子 | 永居慎平            | 梶井瀬賀                   | 中山由美、小松沙奈、加藤愛 青木健一郎、田村恭穂                                               | 伊東葉子                            |
| 第11話 | 離別から絆るプロミネンス   | 横谷昌宏 | 宇根信也 鈴木行     | 鈴木恭兵                   | 林あすか、加藤愛、大原大 小松沙奈、青木健一郎、鈴木彩乃 山中いづみ、伊東葉子                  | 伊東葉子 小松沙奈                   |
| 第12話 | KISSから創造るBig Bang     | 横谷昌宏 | 永居慎平 鈴木健太郎 | 永居慎平 矢島武 鈴木健太郎 | 永井里奈、杉田葉子、中山由美 林あすか、小川浩司、加藤愛 小松沙奈、青木健一郎、三橋桜子        | 伊東葉子 松浦麻衣 西川絵奈 谷川亮介 |

### 放送局
| 放送期間                | 放送時間                     | 放送局     | 対象地域 | 備考                      |
| ----------------------- | ---------------------------- | ---------- | -------- | ------------------------- |
| 2017年1月12日 - 3月30日 | 木曜 23:30 - 金曜 0:00       | TOKYO MX   | 東京都   |                           |
| 2017年1月13日 - 3月31日 | 金曜 0:00 - 0:30（木曜深夜） | AT-X       | 日本全域 | CS放送 / リピート放送あり |
|                         | 金曜 0:30 - 1:00（金曜深夜） | サンテレビ | 兵庫県   |                           |
|                         |                              | BS11       | 日本全域 | BS放送 / 『ANIME+』枠     |
|                         | 金曜 1:00 - 1:30（金曜深夜） | KBS京都    | 京都府   |                           |

| 配信期間                | 配信時間               | 配信サイト | 備考             |
| ----------------------- | ---------------------- | ---------- | ---------------- |
| 2017年1月12日 - 3月30日 | 木曜 23:30 - 金曜 0:00 | AbemaTV    | リピート配信あり |

### BD / DVD
| 巻 | 発売日        | 収録話          | 規格品番   | 規格品番   |
| 巻 | 発売日        | 収録話          | BD初回版   | DVD初回版  |
| -- | ------------- | --------------- | ---------- | ---------- |
| 1  | 2017年3月29日 | 第1話 - 第2話   | 1000640848 | 1000640854 |
| 2  | 2017年4月26日 | 第3話 - 第4話   | 1000640849 | 1000640856 |
| 3  | 2017年5月24日 | 第5話 - 第6話   | 1000640850 | 1000640858 |
| 4  | 2017年6月28日 | 第7話 - 第8話   | 1000640851 | 1000640860 |
| 5  | 2017年7月26日 | 第9話 - 第10話  | 1000640852 | 1000640861 |
| 6  | 2017年8月23日 | 第11話 - 第12話 | 1000640853 | 1000640862 |

### ライブイベント
「MARGINAL#4 KISSから創造(つく)るBig Bang」Presents ピタゴラスプロダクションLIVE “Big Bang Fes”
2018年3月17日・18日にパシフィコ横浜国立大ホールを会場に全2公演が行われた。出演者はMARGINAL#4、LAGRANGE POINT、UNICORN Jr.のメンバーのキャスト。公演の模様は、2018年12月19日にBlu-ray＆DVD化されている。

## ファンミーティング
ピタゴラスファン感謝祭｢FAN SPACE SHIP for STAR CLUSTER」
2019年10月20日に山野ホールを会場に2部制で行われた。出演者はMARGINAL#4のメンバーのキャスト。
2020年10月11日に東京国際フォーラム ホールCを会場にして、ファンミーティング第2弾として開催された『ピタゴラスファン感謝祭｢FAN SPACE SHIP for Lagjuliet & UNICORN MATE」』にはLAGRANGE POINTとUNICORN Jr.が出演し、MARGINAL#4は出演していない。
ピタゴラスファン感謝祭2022｢FAN SPACE SHIP for STAR CLUSTER & TRICREW」
2022年4月17日に市川市文化会館 大ホールを会場に2部制で行われた。出演者はMARGINAL#4とGolden Recordのメンバーのキャスト。

## インターネット番組
『ピタゴラス HOUSE へようこそ!』はRejet公式YouTubeのチャンネルにて2021年8月5日に配信された。 MARGINAL#4、LAGRANGE POINT、UNICORN Jr.の各リーダーのキャストが出演。

## 舞台
舞台『MARGINAL#4』 BIG BANG STAGEというタイトルで、2022年2月23日から27日にヒューリックホール東京にて上演。

### キャスト（舞台）
- 桐原アトム - 西銘駿
- 藍羽ルイ - SHIN
- 野村エル - 大見洋太
- 野村アール - 輝山立
- 牧島シャイ - YUKI[注釈 5]
- 緋室キラ - 佐々木佑紀
- 新堂ツバサ - 西川音央
- 滝丸アルト - 田中尚輝
- 仲真テルマ - 弦間哲心
- 風乃リツ - 岸洋佑
- 朝波ナナセ - 稲吉ひかり
- 太刀川ダイキ - 結城樹
- 張皐月 - 伊﨑央登
- 嘉手納マイ - 安藤美姫

### スタッフ（舞台）
- 作・演出 - 粟島瑞丸
- ヘアメイク - アートメイク・トキ
- スタイリスト - DAN
- 照明 - 申政悦
- 音響 - ナガセナイフ
- 美術 - 泉真
- 舞台監督 - 吉田真一（Y's factory）
- 主題歌 - 『Pure Lip♥』